# 데얀 수디치

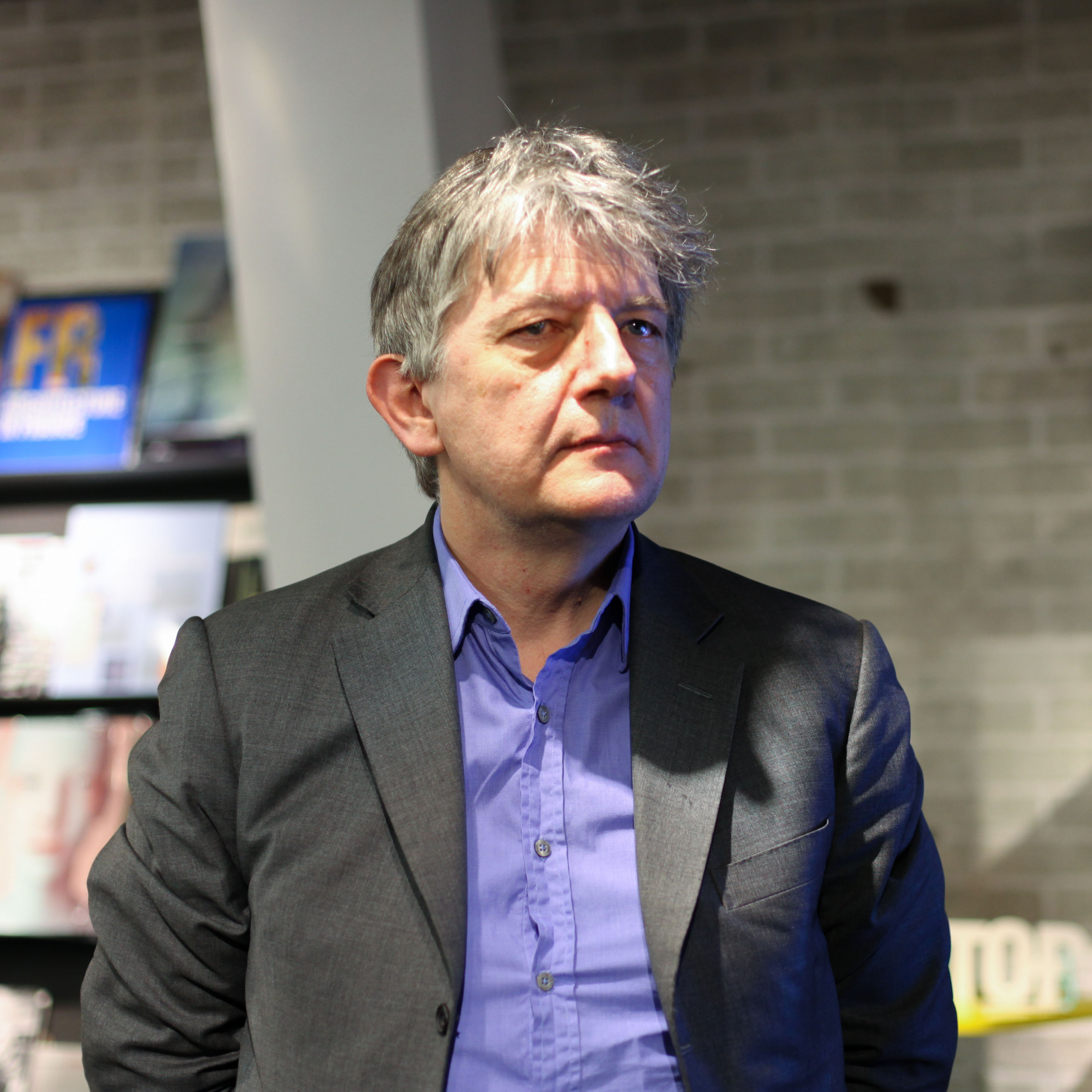
데얀 수디치 (2013년 촬영)

데얀 수지치(영어: Deyan Sudjic, 1952년 9월 6일 ~ )는 디자인과 건축 분야에서 활동하는 영국의 작가이자 방송인이다. 런던 디자인 박물관 관장을 역임하였다.

## 활동
유고슬라비아 출신의 이민자 부모 밑에서 자라났다. 에든버러 대학교를 졸업한 뒤, 건축잡지 블루프린트(Blueprint) 편집장, 글래스고 영국 도시 및 디자인 계획 감독 등을 거쳤다. 도무스 편집장과 베네치아 건축 비엔날레 영국관 감독을 맡은 바 있으며, 킹스턴 대학교 미술대학 학장, 로열 칼리지 오브 아트 학장, 빈 응용예술대학교 교수 등 교육계에서 활동하기도 했다. 2000년 대영 제국 훈장을 받았다.

## 저술
- 《거대건축이라는 욕망》 (작가정신, 2011년)
- 《사물의 언어》 (홍시커뮤니케이션, 2012년)
- 《바이 디자인》 (홍시커뮤니케이션, 2015년)